# Lettre confidentielle
Une lettre confidentielle est une publication de presse destinée à un public averti et restreint.  Les lettres confidentielles visent des thèmes économiques et géopolitiques stratégiques.

## En France
Pendant l'Occupation, les services de la propagande du Troisième Reich en France publient une série de bulletins confidentiels destinés aux patrons de la presse française, aux chefs des partis collaborationnistes, aux principaux dirigeants d'entreprises pour diffuser, en marge de la censure, une information favorable à leurs objectifs. 
Après la guerre, les lettres confidentielles se développent, parfois adossées à une publication grand public comme La Lettre de l'Expansion créée en 1970, parfois par des agences spécialisées telles qu'Indigo Publications qui a débuté par des lettres confidentielles sur l'Afrique comme La Lettre du Continent avant de racheter Intelligence Online en 1981  et La Lettre A en 2007. Ces publications ont une diffusion restreinte pour un coût d'abonnement élevé qui assure leur rentabilité financière malgré la concurrence des nouveaux médias
.